# Velturno
Velturno (in tedesco Feldthurns) è un comune italiano di 3 099 abitanti della provincia autonoma di Bolzano in Trentino-Alto Adige.

## Geografia fisica
Il paese si trova su una soleggiata altura che si estende dal Monte Ponente, sopra Bressanone, fino al Rio Tina (Tinnebach), presso Chiusa, l'antico confine diocesano fra Bressanone e Trento.
Il territorio comunale è impreziosito da masi contadini e antiche residenze, con lo sfondo di frutteti, noceti e castagneti.

## Storia
Le origini del paese risalgono alla preistoria; a questa risalgono le scoperte archeologiche rinvenute nella zona Tanzgasse.
Attorno al 1112 i signori di Velturno avevano la loro sede nel castello di Ziern (sul Pflegerbühel). Il Castello di Velturno venne fatto costruire dal cardinale Christoph von Madrutz nel 1578 e è stato ampliato dal suo successore Johann Thomas von Spaur. Il castello è ornato da rivestimenti sui muri e sui soffitti, che fanno parte dei capolavori rinascimentali, particolarmente pregiati all'interno del cosiddetto Fürstenzimmer (stanza dei principi).
Sono da ricordare infine le residenze medievali Bachmann, Raffenberg e appunto Ziern-Pflegerbühel/-bichl (non più esistente).

### Toponimi
Il toponimo è attestato come "Velturnes" nel 985-993 e nel 1173 come "Velturnis" e la tesi più accreditata è che sia di origine preromana e vada ricercata nella lingua retica forse in nomi personali come Velturna o Φelzuries. Va confrontata con nomi come il Maso Veltir di Funes (Bz), con l’onomastica etrusca, Velthina, Velthur, velthre, Velathri (Volterra) e con toponimi e oronimi della Carnia, Veltri, Vieltra e Vieltris.
Il toponimo della frazione di Schrambach/S. Pietro Mezzomonte è attestata nel 1100-1110 come Scranbach, nel 1140 come Scraginbach e nel 1238 come Schrembach.
Schnauders/Snodres è attestato nel 1215 come Nuders e Schnauders e nel 1309 come Snauders.
Garn/Caerna è attestato nel 1184-1188 come Caerne e nel 1228-1230 come Gaerne.
Tschiffnon/Gioviniano è attestato nel 1284 come Schivenan, nel 1370 come Schifnon e nel 1447 come Tschifnon ed è un nome prediale (bene di un Juveanus).

### Stemma
Lo stemma è d'argento troncato: nel primo sono raffigurate due torri rosse merlate, il secondo è scaccato di rosso. Lo stemma è un'arma parlante e fa riferimento a quello usato nel 1607 dal castello dei Vescovi di Bressanone che simbolizza il nome del comune in lingua tedesca; significa torre (Thurn) sopra il campo (Feld). Lo stemma è stato adottato nel 1966.

## Monumenti e luoghi d'interesse
- Castel Velturno. Costruito tra il 1577 e il 1587 in stile rinascimentale, dal 1978 acquisito dalla Provincia di Bolzano e fatto restaurare. Attualmente sede del Museo Locale di Velturno.

- Chiesa parrocchiale di Santa Maria Assunta

## Società

### Ripartizione linguistica
La sua popolazione è per la quasi sua totalità di madrelingua tedesca:
| %      | Ripartizione linguistica (gruppi principali) |
| ------ | -------------------------------------------- |
| 98,02% | madrelingua tedesca                          |
| 1,60%  | madrelingua italiana                         |
| 0,38%  | madrelingua ladina                           |

### Evoluzione demografica
Abitanti censiti

## Amministrazione
| Periodo | Periodo   | Primo cittadino  | Partito | Carica  | Note |
| ------- | --------- | ---------------- | ------- | ------- | ---- |
| 2000    | 2005      | Anton Dorfmann   | SVP     | Sindaco |      |
| 2005    | 2009      | Herbert Dorfmann | SVP     | Sindaco |      |
| 2009    | in carica | Konrad Messner   | SVP     | Sindaco |      |